# 新屋嶺扣留中心
新屋嶺扣留中心，傳媒一般簡稱新屋嶺，是一個位於香港新界北區文錦渡的扣留中心，位於遠離人煙的偏僻之處，接近深港邊境，距離文錦渡口岸幾百米，原本主要用作扣留等待遣返原居地的非法入境者。
在2019年反修例風波期間，新屋嶺有傳出違反人權、凌辱、虐打或性侵被捕者等未經證實的傳聞，被市民稱為「恐怖囚室」，而且被捕者提出與律師會面，以及律師要求探訪被捕者，但大部分都被警方拒絕，惹起公眾的注意。

## 歷史

### 六四事件時期
六四事件時期，新屋嶺用作收容在黃雀行動中被救的流亡人士。

### 反對逃犯條例修訂草案運動期間事件

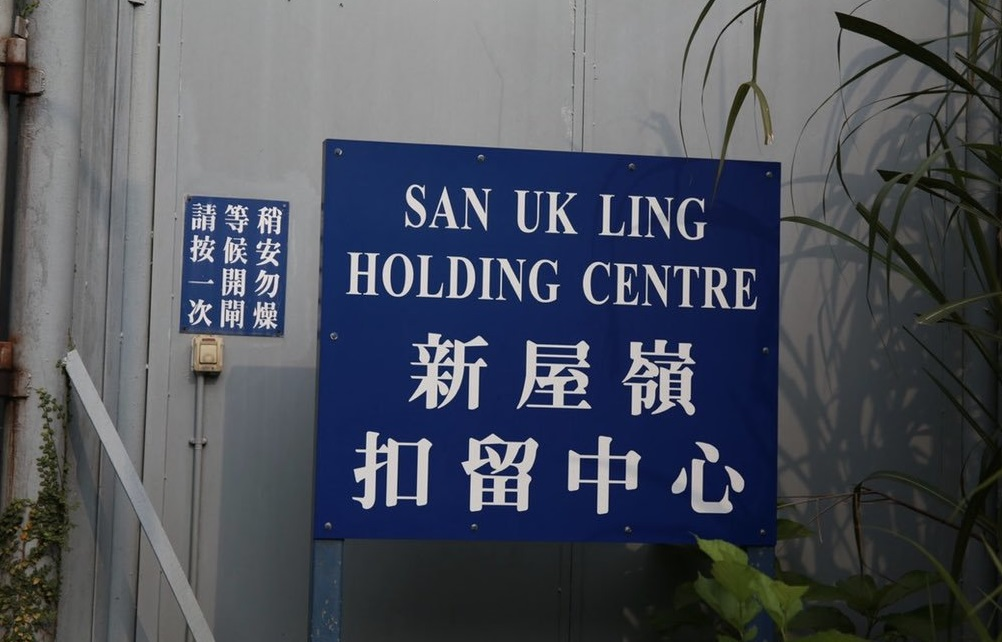
新屋嶺扣留中心的入口

2019年，香港反對逃犯條例修訂草案運動爆發，自8月5日開始便有被捕的市民被送進新屋嶺。僅在2019年8月11日的遊行中，被送進新屋嶺的在銅鑼灣及尖沙咀被捕的示威者便有54人。相比同樣能夠拘留被捕者的元朗警署、屯門警署、八鄉警署及上水警署，新屋嶺是最偏僻的。在新屋嶺，由于地处偏僻，手機無法收到訊號，故被捕者難以和家屬聯絡。但因為該處没有設置閉路電視，所以無法證實是否有被捕的示威者被性侵。
有31名曾經逗新屋嶺的被捕人其後被送往北區醫院，當中6人骨折重傷，有傷者更被打至整隻手只有皮膚連接著，有人被打得牙齒脫落、腦出血，傷者被拖延送院，患病者不准吃藥。消息傳出後，部分輿論紛紛質疑新屋嶺中違反人權的虐打，甚至女性被拍胸及觀看如廁等性侵行為。對於有被捕女示威者整晚不停被輪姦至精神崩潰的傳聞，警方發言人在記者招待會中矢口否認。北區醫院則表示沒有相關傷者表示曾被性侵或強姦，但證實有人手部骨折並要施手術，但當個別北區醫院員工在訪問中被問及是否沒有傷者被強姦，員工拒絶回應。六名太平紳士曾要求進入新屋嶺扣留中心查明實情，遭到拒絕。有被捕人士聲稱四肢被綁在檯腳，被笠上頭套，並被警員輪流施虐，亦有市民聲稱警方在逼他交出汽車攝錄鏡頭片段期間逼他吃白麪包及飲廁所水，被扣留10小時後釋放。
2019年10月8日，監警會主席及11名委會在警方陪同下到新屋嶺扣留中心視察。
2019年10月16日，警方以「煽惑他人參與非法集結」拘捕以「金正恩」作為網名的38歲網民，指他「在公開平台上發放虛假言論」並以此號召包圍新屋嶺，及後該網民在法庭上被判處罪名成立，原判160小時社會服務令。律政司不滿判決提出刑期覆核，上訴庭認為雖然案件沒有發生非法集結行為，不過指出被告罪責極嚴重，認為即時監禁是唯一合適的判刑選項。到2021年4月20日改判他入獄13個月。
2020年5月26日，立法會保安事務委員會到訪新屋嶺後，建制派認為新屋嶺位置偏遠，不適合用作羈押處所，與律師會面空間不理想。泛民指出追問警方下仍未有開放警誡下錄口供的地方。監警會報告則指出新屋嶺羈留設施不足，沒有閉路電視，不適合羈押大量被捕人士，另外所有紀錄均以人手處理，求醫、與律師會面等記錄並不完整，包括2019年8月5日有30名被捕人士在新屋嶺救護車送院，僅24人有就醫要求紀錄。警方則指會檢討設施，但否認有阻礙被捕人士求醫。

### 常設拘留中心或臨時拘留中心解釋
行政長官林鄭月娥於2019年9月26日的「社區對話」中表示新屋嶺不是常設拘留中心，警方已決定不再使用新屋嶺扣留中心關押示威人士，並稱監警會將重點檢視扣留中心內有否發生示威者所指控的事件。但警察在記者招待會中卻說新屋嶺是常設拘留中心，與林鄭說法相反。

## 交通
新屋嶺練靶場